# Круаза, Леон
Лео́н Круаза́ (исп. León Croizat Chaley, 1894—1982) — итальянский и венесуэльский ботаник, биогеограф.
В 1941—1946 эмигрировал из Италии сначала в США (работал в Арнольд-арборетуме), затем в Венесуэлу, где в Каракасе организовал Ботанический сад и стал его директором.
В 1947 работал на агрономическом факультете Центрального университета Венесуэлы.
С 1951 — профессор ботаники и экологии Андского университета.
В 1951—1952 принял участие в качестве ботаника во французско-венесуэльской экспедиции, направленной в бассейн реки Ориноко с целью исследования её ресурсов.
Кавалер венесуэльского ордена Почёта и ордена «За заслуги перед Итальянской Республикой».
Базируясь на метафоре, что «жизнь и Земля развиваются вместе», обосновал новую концепцию исторической биогеографии, которую назвал «панбиогеографией». Последняя по существу представляет один из вариантов викариантной[неизвестный термин] биогеографии. Отличительной особенностью «панбиогеографии» является картографическое представление кладограмм изолированных (палеотектоническими или палеоклиматическими причинами) территорий, связь между которыми отражает обобщённые траектории [generalized tracks], позволяющие судить об истории биот и биогеографических регионов. Основывался при этом на исходно космополитном распространении видов и категорически отрицал концепцию «центров происхождения». «Панбиогеография» ныне оценивается крайне неоднозначно – от восторженного безоговорочного принятия до обвинений в ненаучности.

## Научные работы
- Croizat L.Panbiogeography, 1952 (издано на собственные средства автора)  (англ.)
- Croizat L. Manual of phytogeography; or, An account of plant-dispersal throughout the world. – The Hague: W. Junk, 1952  (англ.)
- Croizat L. Panbiogeography; or An introductory synthesis of zoogeography, phytogeography and geology; with notes on evolution, systematics, ecology, anthropology, etc. – Caracas, Venezuela: Publ. by the author, 1958. Vol. 1: – The New World.; Vol. 2a: – The Old World, Chapt. 9–13.; Vol. 2b: – The Old World, Continuation. Chapt. 14 to General addenda and Indices.  (англ.)
- Croizat L. An essay on the biogeographic thinking of J.C. Willis // Arch. Bot. Biogeogr. Ital. 1958. Vol. 34  (англ.)
- Croizat L. Space, time, form: the biological synthesis. – Caracas, Venezuela: Publ. by the author., 1962  (англ.)
- Croizat L. Ologenismo, darwinismo e panbiogeografia // Atti Acad. Naz. Lincei Rendiconti. Cl. Sci. Fis. Mat. e Natur. 1964. Vol. 36, # 5. P. 723–728.  (итал.)
- Croizat L. La "panbiogeografia" in breve // Webbia. 1973. Vol. 28. P. 189–226.
- Croizat L. Deduction, induction and biogeography // Systematic Zoology 1978. Vol. 27. P. 209–213.  (англ.)
- Croizat L. Biogeography: past, present, and future // Vicariance biogeography: A critique / eds G. Nelson, D.E. Rosen. N. Y.: Columbia Univ. Press, 1981. P.  501–523.  (англ.)
- Croizat-Chaley L. Vicariance/Vicariism, Panbiogeography, "Vicariance Biogeography", etc.: A clarification // Systematic Zoology, 1982. Vol. 31. P. 291–304.  (англ.)
- Croizat L., Nelson G., Rosen D.E. Centers of origin and related concepts // Systematic Zoology, 1974. Vol. 23, # 2. P. 265–287.  (англ.)